# Łaska uświęcająca
Łaska uświęcająca, łaska przebóstwiająca – w teologii chrześcijańskiej dar Boga, przyznany człowiekowi w sposób niezwiązany z żadną zasługą, który uzdalnia człowieka do osiągnięcia świętości. To dar jedności Boga i człowieka.

## Teologia katolicka

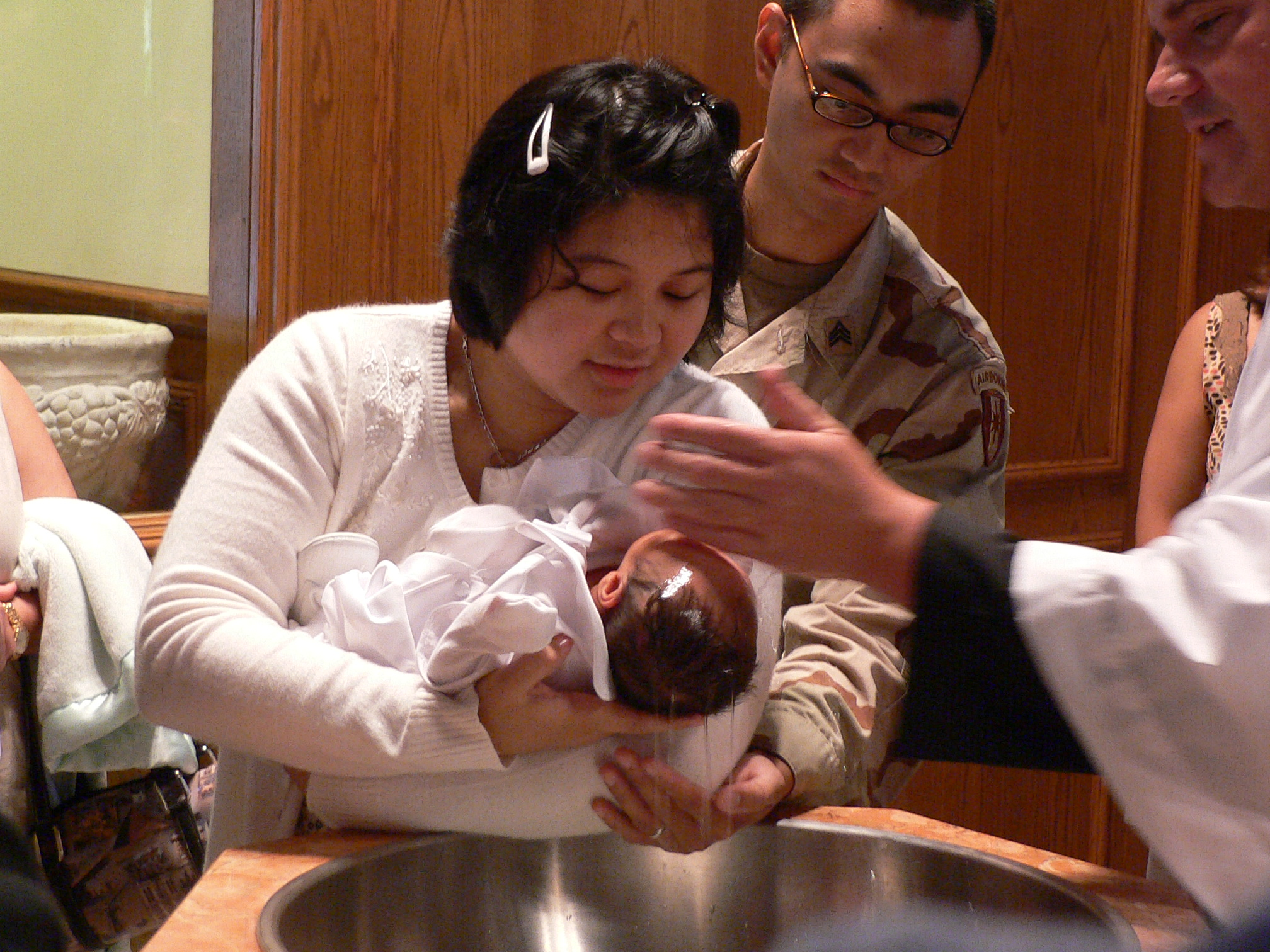
Chrzest dziecka

Łaska uświęcająca jest ściśle związana z usprawiedliwieniem.
Jest darem habitualnym, tzn. darem trwałym, który obok usprawiedliwienia jest jednocześnie głównym darem sakramentalnej łaski chrztu. Jest trwałym uzdolnieniem do doskonalenia duszy i dążeniem do osiągnięcia jedności z Bogiem (komunia), przez wierne poddanie się jego woli i życie zgodne z Jego miłością (→ Przykazanie miłości).
Trwałość łaski uświęcającej chrztu, czyli tzw. charakter lub niezatarte znamię, są konieczne do osiągnięcia zbawienia. Żaden  grzech nie jest w stanie tego daru zniszczyć. Niemniej przez zerwanie komunii (łączności) z Bogiem z powodu grzechu, uświęcająca łaska chrztu może nie gwarantować zbawienia.
Wbrew niektórym twierdzeniom protestanckim, teoria ta nie jest sprzeczna z teorią łaski skutecznej, ponieważ teologia katolicka zakłada, że działanie Boga wymaga zgody człowieka. To natomiast ściśle związane jest z poszanowaniem ludzkiej wolności i wolnej woli. Bóg, co prawda interweniuje przez tzw. łaskę aktualną lub uprzedzającą, niemniej grzech jest świadomym zerwaniem jedności z Bogiem.
Jedność z Bogiem utraconą po grzechu odzyskać można przez sakrament pokuty i pojednania. Skuteczność tego sakramentu polega na przywróceniu łaski.
Sakrament Eucharystii (Komunia Św.) jako m.in. znak jedności Boga i człowieka umacnia i potwierdza działanie łaski uświęcającej. Uwalniając od grzechów prowadzi do udoskonalenia w miłości i świętości.